# La causa del pecat
La causa del pecat (títol original en anglès:Jail Bait) és una pel·lícula estatunidenca de 1954 dirigida per Ed D. Wood, Jr. amb guió de Wood i Alex Gordon. La pel·lícula presenta a Timothy Farrell com un gàngster que se fa la cirurgia plàstica per eludir a la policia. El famós culturista Steve Reeves feu la seua primera aparició a esta pel·lícula. Ha estat doblada al català.

## Argument[2]
Don Gregor, fill d'un cirurgià plàstic, és empresonat per la policia per portar una arma de foc sense llicència. L'inspector Johns i el tinent Lawrence sospiten que és un associat del gàngster Vic Brady. La germana de Don Marilyn paga la fiança del seu germà per traure-lo d'allí, i els germans se posen d'acord en no informar al seu pare sobre les indiscrecions de Don. El Doctor Gregor és conscient de la vida secreta del seu fill, però creu que és una bona persona i que tot això "el redreçarà a si mateix molt bé".
Brady planeja robar a un teatre. Don és reticent a participar-hi, però és intimidat per Brady perquè participe. Durant el robatori, Don mata un vigilant nocturn i Brady fereix al comptable del teatre. Els dos lladres escapen amb la nòmina del teatre, però Brady sent que Don està tenint remordiments amb la seva participació. Tement que Don es presentarà en la policia per a confessar, Brady el mata i el fica a un armari del seu apartament.
Per tal d'eludir a la policia, Brady decidix fer-se una operació de cirurgia plàstica. Contacta amb el Doctor Gregor, dient-li que tindrà com a ostatge al seu fill fins que la cirurgia plàstica siga completada i un èxit. El Doctor Gregor comença la cirurgia a l'apartament de Brady, però descobreix el cadàver del seu fill a l'armari. Se controla a si mateix, i completa la cirurgia. Dos setmanes més tard, les benes de Brady són llevades, i, per horror i sorpresa de tots, els trets facials de Brady són exactament els de Don. La policia arriba amb el comptable del teatre i identifica a “Don” com l'home que matà al vigilant nocturn. Brady s'escapa, però mor en un tiroteig amb la policia.

## Repartiment
- Lyle Talbot com l'Inspector Johns.
- Steve Reeves com a tinent Bob Lawrence, l'associat de l'Inspector.
- Herbert Rawlinson com Dr. Gregor, com un cirurgià plàstic i pare de Don i Marilyn.
- Clancy Malone com Don Gregor, fill del Doctor Gregor i un associat del gàngster Vic Brady.
- Dolores Fuller com Marilyn Gregor, filla del Doctor Gregor i germana de Don.
- Timothy Farrell com Vic Brady, com un gàngster.
- Theodora Thurman com Loretta, l'amant de Brady.
- Bud Osborne com un Vigilant Nocturn al teatre.
- Mona McKinnon com Miss Willis, com un comptable a un teatre.
- La Vada Simmons com Na Lytell, recepcionista del Doctor Gregor.
- Regina Claire com un Reporter d'un Periòdic.
- John Robert Martin com el Detectiu McCall.
- Don Nagel com el Detectiu Dennis.
- John Avery com un metge de la policia.

## Producció
La pel·lícula fou inspirada per la pel·lícula de 1935 Let ‘Em Have It d'Edward Small que conta la història d'un gàngster que se fa la cirurgia plàstica per eludir a la policia. Jail Bait fou originalment titulada "la Cara Amagada" (The Hidden Face). Herbert Rawlinson (quin rol era originalment per Bela Lugosi) va faltar la nit després de rodar la pel·lícula (Grey 201).

## Treballs citats
- Grey, Rudolph. Nightmare of Ecstasy: the Life and Art of Edward D. Wood, Jr..  Portland, OR: Ferral House, 1994. ISBN 0-922915=24-5.